# 조지 W. 존슨
조지 워싱턴 존슨(영어: George Washington Johnson, 1846년 10월경 ~ 1914년 1월 23일)은 미국의 가수이다. 아프리카계 미국인으로는 최초로 축음기 음반을 발표한 가수이기도 하다.

## 생애
존슨은 1846년경에 버지니아주의 한 농장에서 노예의 아들로 태어났으며 어린 시절에는 부유한 백인 농부의 아들의 동반자로 성장했다. 미국 남북 전쟁 이전의 버지니아주의 흑인 어린이들로는 드물게 가족들과 함께 음악 능력을 키우면서 읽고 쓰는 법을 배웠다. 존슨은 성인이 된 이후에 노동자로 일했고 20대 후반에 뉴욕으로 이주했다. 1870년대 후반에는 뉴욕에서 대중 음악을 연주하는 음악가로 활동하는 한편 민스트럴 쇼, 보드빌 공연에 출연하기도 했다.
존슨은 1890년부터 뉴욕과 뉴저지주의 다양한 음반 회사들에서 출시한 축음기 음반을 녹음했다. 1890년 1월부터 5월 사이에 뉴욕 축음기 회사의 찰스 마셜, 뉴저지 축음기 회사의 빅터 에머슨은 맨해튼에서 허드슨강 페리 터미널에서 존슨이 노래하는 모습을 목격했는데 두 사람은 존슨에게 초고속 축음기 실린더에 시끄럽고 거친 래그타임 휘파람 소리를 2분 20초 동안 녹음할 것을 지시했다. 1891년에는 뉴저지주 웨스트오렌지에 위치한 토머스 에디슨의 실험실에서 음반 녹음을 진행하기도 했다.
존슨의 가장 유명한 곡으로는 1895년에 미국에서 25,000부에서 50,000부 정도가 팔린 《The Whistling Coon》, 《The Laughing Song》이 있다. 특히 존슨은 음반의 대량 생산을 위해 자신의 히트곡을 하루에 50번 정도를 반복해서 녹음했다고 한다. 1897년에는 에디슨 레코드, 컬럼비아 레코드에서 출시한 축음기 음반에 녹음한 노래 《The Laughing Coon》, 《The Whistling Girl》을 발표했다.
존슨은 한때 인종적으로 살해당했거나 아내를 살해한 범죄자로 잘못 알려지기도 했는데 후대의 음악 연구가들의 조사에 따르면 거짓으로 판명되었다고 한다. 1905년부터 하나의 음반 원본을 활용하여 수백 장의 사본을 만들 수 있는 새로운 녹음 기술이 등장하면서 존슨의 인기는 하락했다. 1914년 1월 23일에 폐렴과 심근염으로 인해 사망했으며 뉴욕 퀸스에 위치한 메이플 그로브 공동묘지에 이름 없는 묘역이 조성되었다.